# Real Sociedad
Real Sociedad de Fútbol je španski nogometni klub iz mesta San Sebastián v Baskiji. Ustanovljen je bil 7. septembra 1909 in trenutno igra v La Ligi, 1. španski nogometni ligi.
Najuspešnejše obdobje za Real Sociedad so bila 80. leta 20. stoletja, saj je takrat osvojil večino svojih uspehov in lovorik. Iz domačih tekmovanj ima Real Sociedad 2 naslova državnega prvaka (1981, 1982) in 3 naslove državnega podprvaka (1980, 1988, 2003), 2 naslova prvaka (1909, 1987) in 2 naslova podprvaka španskega kraljevega pokala (1928, 1988) ter 1 naslov prvaka španskega superpokala (1982). V evropskih tekmovanjih pa je bil Real Sociedad večkratni uvrščenec v Evropsko ligo, a najboljši rezultat s teh tekmovanj drži s sezone 1982/83, ko se je v Ligi prvakov prebil do polfinala, tam pa je bil boljši nemški Hamburger, kateri je kasneje postal tudi prvak.
Domači stadion Real Sociedada je Anoeta, ki sprejme 32.200 gledalcev. Barvi dresov sta modra in bela. Nadimka nogometašev sta Txuriurdin ("Beli in modri") in Erreala/La Real ("Kraljevi").

## Rivalstvo
Rival Real Sociedada je Athletic Bilbao. Njuni dvoboji so znani pod imenom Basque Euskal Derbia (Baskovski derbi).